# Crystallichthys
Crystallichthys is een geslacht van straalvinnige vissen uit de familie van slakdolven (Liparidae).

## Soorten
- Crystallichthys cameliae (Nalbant, 1965)
- Crystallichthys cyclospilus Gilbert & Burke, 1912
- Crystallichthys mirabilis Jordan & Gilbert, 1898